# Staatsphilharmonie Nürnberg
Die Staatsphilharmonie Nürnberg ist das größte bayerische Opernorchester nach dem Bayerischen Staatsorchester München. Der Staatsphilharmonie Nürnberg gehören 91 Musiker an, sie ist das Orchester des Staatstheaters Nürnberg, des größten Mehrspartentheaters Bayerns.

## Geschichte der Staatsphilharmonie
Die Geschichte der Staatsphilharmonie Nürnberg reicht zurück bis zu der alten, seit 1377 nachweisbaren Reichsstädtischen Ratsmusik Nürnbergs. Seit 1668 sind Musiktheater-Aufführungen mit Orchester in Nürnberg nachweisbar. Nachdem Nürnberg damit schon in der Barockzeit ein Zentrum der neuen Kunstform Oper gebildet hatte, wurden die Nürnberger Ratsmusiker ab 1801 kontinuierlich zu den Aufführungen des neugegründeten „Nürnberger Nationaltheaters“ herangezogen. 1833 zog das Orchester in das neu errichtete Stadttheater am Lorenzer Platz ein. Nach der Eröffnung des Opernhauses am Ring (1905) legte man dann 1922 das Stadttheaterorchester mit dem um 1880 von Hans Winderstein gegründeten, privat getragenen Philharmonischen Orchester zusammen und übernahm das Orchester in den städtischen Dienst. Damit entstanden die späteren Nürnberger Philharmoniker, zunächst mit einer Stärke von fast 90 Musikern, die dann in den Wirtschaftskrisen der Weimarer Republik verringert wurde. 1944 wurde das Nürnberger Theater geschlossen und das Orchester zum Kriegsdienst eingezogen.
Schon 1946/47 begann der Spielbetrieb wieder unter der Leitung des Intendanten Karl Pschigode und des Generalmusikdirektors Alfons Dressel. In der Direktionszeit von Hans Gierster (1965–1988) fanden vielbeachtete Aufführungen moderner Opern wie Moses und Aron (Arnold Schönberg), Die Soldaten (Bernd Alois Zimmermann), Träume (Isang Yun) oder Intolleranza 70 (Luigi Nono) statt. 1988–1992 prägte Christian Thielemann als GMD das Programm vor allem mit Werken der deutschen Romantik. Ihm folgte Eberhard Kloke, der besondere Akzente auf die Wiener Schule und die zeitgenössische Musik setzte. Unter seinem Nachfolger Philippe Auguin, GMD von 1998 bis 2005, spielten die Nürnberger Philharmoniker erstmals nach fast 50 Jahren wieder den kompletten Ring des Nibelungen von Richard Wagner; damit gab das Staatstheater Nürnberg im Herbst 2005 auch ein weltweit beachtetes Gastspiel in Peking. Von 2006 bis 2011 war Christof Prick Chefdirigent des Orchesters; Schwerpunkte seiner Arbeit lagen bei einem Mozart-Zyklus sowie auf Werken von Wagner und Strauss. Von 2011 bis 2018 war Marcus Bosch GMD des Orchesters, das Ende 2011 in „Staatsphilharmonie Nürnberg“ umbenannt wurde. In seiner Amtszeit wurde die Orchesterakademie gegründet, zu Boschs Projekten zählten u. a. die Aufzeichnung der Meistersinger von Nürnberg für arte, die erste Kino-Liveübertragung der Premiere von Tristan und Isolde sowie die Gesamtaufnahme der sinfonischen Werke Dvořáks. Von 2018 bis 2023 leitete Joana Mallwitz die Staatsphilharmonie. Zum Anlass des 100-jährigen Orchesterjubiläums im Jahr 2022 gründet das Staatstheater Nürnberg auf Initiative von Joana Mallwitz mit der „Jungen Staatsphilharmonie“ das hauseigene Jugendorchester. Seit 2023 ist Roland Böer Generalmusikdirektor und Chefdirigent der Staatsphilharmonie Nürnberg.

## Uraufführungen, Gastspiele, Reihen
Die Staatsphilharmonie Nürnberg hat im Opernbereich zahlreiche Werke uraufgeführt, z. B. von Boris Blacher, Werner Heider, Hans Werner Henze, Wilfried Hiller, Paul Hindemith, Wilhelm Killmayer, György Ligeti, Krzysztof Penderecki, Aribert Reimann, Isang Yun, Hans Zender, Bernd Alois Zimmermann, Konstantía Gourzí oder Lera Auerbach. Durch die Internationalen Gluck-Festspiele hat sich seit 2005 ein weiterer Akzent aufs Musiktheater des späten 18. Jahrhunderts ergeben. Mit dem Klassik Open Air im Luitpoldhain bespielt die Staatsphilharmonie Nürnberg seit 1999, gemeinsam mit den Nürnberger Symphonikern, die größte Freiluftveranstaltung mit klassischer Musik im europäischen Raum. Gastspielreisen führten die Staatsphilharmonie Nürnberg u. a. nach Salzburg, Nizza, Peking, Shen Zhen und zum Hongkong Arts Festival.
Die Staatsphilharmonie Nürnberg, die seit 1981 zur Spitzengruppe A der deutschen Kulturorchester zählt, gestaltet neben ihrer Tätigkeit als Orchester des Staatstheaters Nürnberg auch eine eigene Symphoniekonzertreihe: die Philharmonischen Konzerte in der Nürnberger Meistersingerhalle. Daneben treten sie auch anderweitig als Konzertorchester auf und sind im Bereich von Kinder-, Schul- und Jugendkonzerten aktiv. Zudem veranstalten sie seit 1994 in eigener Organisation eine erfolgreiche Kammerkonzertreihe (als Philharmonie e. V.) im Jugendstilfoyer des Opernhauses.

## Dirigenten und Generalmusikdirektoren
| Zeitraum  | Name                 |
| --------- | -------------------- |
| 1923–1925 | Ferdinand Wagner     |
| 1925–1938 | Bertil Wetzelsberger |
| 1938–1945 | Alfons Dressel       |
| 1946–1948 | Rolf Agop            |
| 1948–1955 | Alfons Dressel       |
| 1956–1964 | Erich Riede          |
| 1965–1988 | Hans Gierster        |
| 1988–1992 | Christian Thielemann |
| 1993–1998 | Eberhard Kloke       |
| 1998–2005 | Philippe Auguin      |
| 2006–2011 | Christof Prick       |
| 2011–2018 | Marcus Bosch         |
| 2018–2023 | Joana Mallwitz       |
| seit 2023 | Roland Böer          |